# مشروع الحماية الفرنسية في الإكوادور

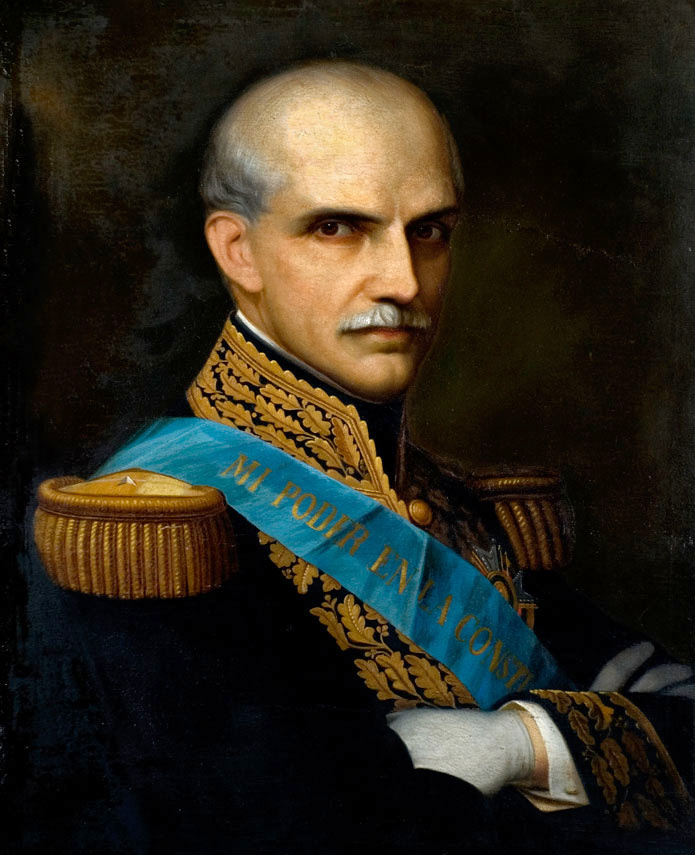
غابرييل غارسيا مورينو، رئيس الإكوادور.

كان مشروع الحماية الفرنسية في الإكوادور محاولة لإقامة محمية وإمكانية إقامة ملكية فرنسية في جمهورية الإكوادور. تم تقديم الاقتراح لأول مرة في عام 1859 من قبل الرئيس آنذاك، غابرييل غارسيا مورينو، إلى وزير الإمبراطور نابليون الثالث المعتمد في كيتو.

## الخلفية
تعود فكرة إقامة ملكية على الأراضي الأمريكية أو إقامة محمية إلى السنوات الأولى من الاستقلال. من بين الذين أيدوا إحدى هذه الأفكار:
- خوسيه دي سان مارتين. يُعرف خوسيه دي سان مارتين بنضاله من أجل استقلال الأرجنتين (التي كانت تضم أيضًا الأوروغواي في ذلك الوقت) وتشيلي وبيرو.[1] بالنسبة لهذه الأخيره على وجه التحديد، فقد اقترح الجنرال الأرجنتيني ملكية دستورية.[2]

- سيمون بوليفار. أوصى سيمون بوليفار، الذي يُنسب إليه لقب محرر كولومبيا وفنزويلا وبنما والإكوادور وبيرو وبوليفيا من التاج الإسباني، بنظام ملكي دستوري للجمهوريات الأمريكية الناشئة. بالنسبة لكولومبيا الكبرى اقترح حماية إنجليزية أو أمريكية. تم الإعلان عن هذه الأفكار في محادثات خاصة.[3]

- خوان خوسيه فلوريس نظّم خوان خوسيه فلوريس، أول رئيس لإكوادور، حملة عسكرية دولية في عام 1846 للمطالبة بالامتثال لاتفاقية فيرجينيا وإنشاء مملكة الإكوادور، التي سيتم تأسيسها لابن ماريا كريستينا دي بوربون دوس سيسيلياس وزوجها أوغستين فرناندو مونيوز دوق ريانساريس وفقًا للمعارضة الفلورنسية في ذلك الوقت. تجدر الإشارة إلى أن المحاولة المزعومة لفرض الحكم لم تثبت ونفى فلوريس نفسه ذلك.[4][5]

- خوسيه ماريا أوربينا إي فيتيري. تفاوض خوسيه ماريا أوربينا إي فيتري، الرئيس الدستوري للإكوادور بين عامي 1852 و1856، تفاوض على معاهدة تنازلات غوانيراس مع الولايات المتحدة في جزر غالاباغوس. من خلال هذه الاتفاقية، فمن المفترض أن تكون أوربينا قد صارت محمية أمريكية، وأنها ستتضمن الجزر المذكورة أعلاه وموانئ الساحل الإكوادوري.[6][7]

تميزت العديد من دول أمريكا اللاتينية بإعجابها بثقافة فرنسا وكان من الشائع أن ترسل الطبقات العليا أطفالها للدراسة في باريس. تم الكشف عن التأثير الفرنسي من قبل العديد من الحكومات في ذلك الوقت من قبل وزير الولايات المتحدة، فريدريش هاساوريك، الذي أكد النفوذ الفرنسي في أراضي أمريكا الجنوبية.
- جابرييل جارثيا مورينو. لم يكن غابرييل غارسيا مورينو غريبًا عن هذه المفاهيم وطلب مساعدة فرنسا من خلال محمية للإكوادور، التي كانت في خضم الحرب مع بيرو وفي أزمة اقتصادية ومدنية وسياسية، دون أن تفقد استقلالها وسيادتها وأن تكون الحماية في هذه الحالة مقبولة من قبل الناس من خلال استشارة شعبية.[9] أعجب غارسيا مورينو بالنظام السياسي الجديد الذي فُرض في فرنسا بعد ثورة عام 1848، وما ترتب على ذلك من ذروة اقتصادية ومرموقة اكتسبتها تلك الدولة من يد الإمبراطور نابليون الثالث، لتصبح أقوى دولة في ذلك الوقت. أصبح الرئيس الإكوادوري مقتنعًا بأن بلاده يمكن أن تتبع مسارًا مشابهًا في خضم الأزمة المحبطة التي كانت تعيشها.

استمرت نوايا تعزيز بعض المحميات خلال الفترة المتبقية من القرن التاسع عشر من جانب سياسيين آخرين من دول أمريكية مختلفة. وهكذا، لدينا حالة الكولومبي فلورنتينو غونزاليس، الذي اقترح الحماية في مؤتمر بوغوتا، وحالة الوزير البيروفي غوميز سانشيز، الذي أعلن أنه سيتم اتباع مثال غونزاليس وإنشاء محمية لإحدى الإمبراطوريات الأوروبية أو عدة إمبراطوريات في بيرو بسبب الصراع الأسباني البيروفي عام 1863.

## المشروع

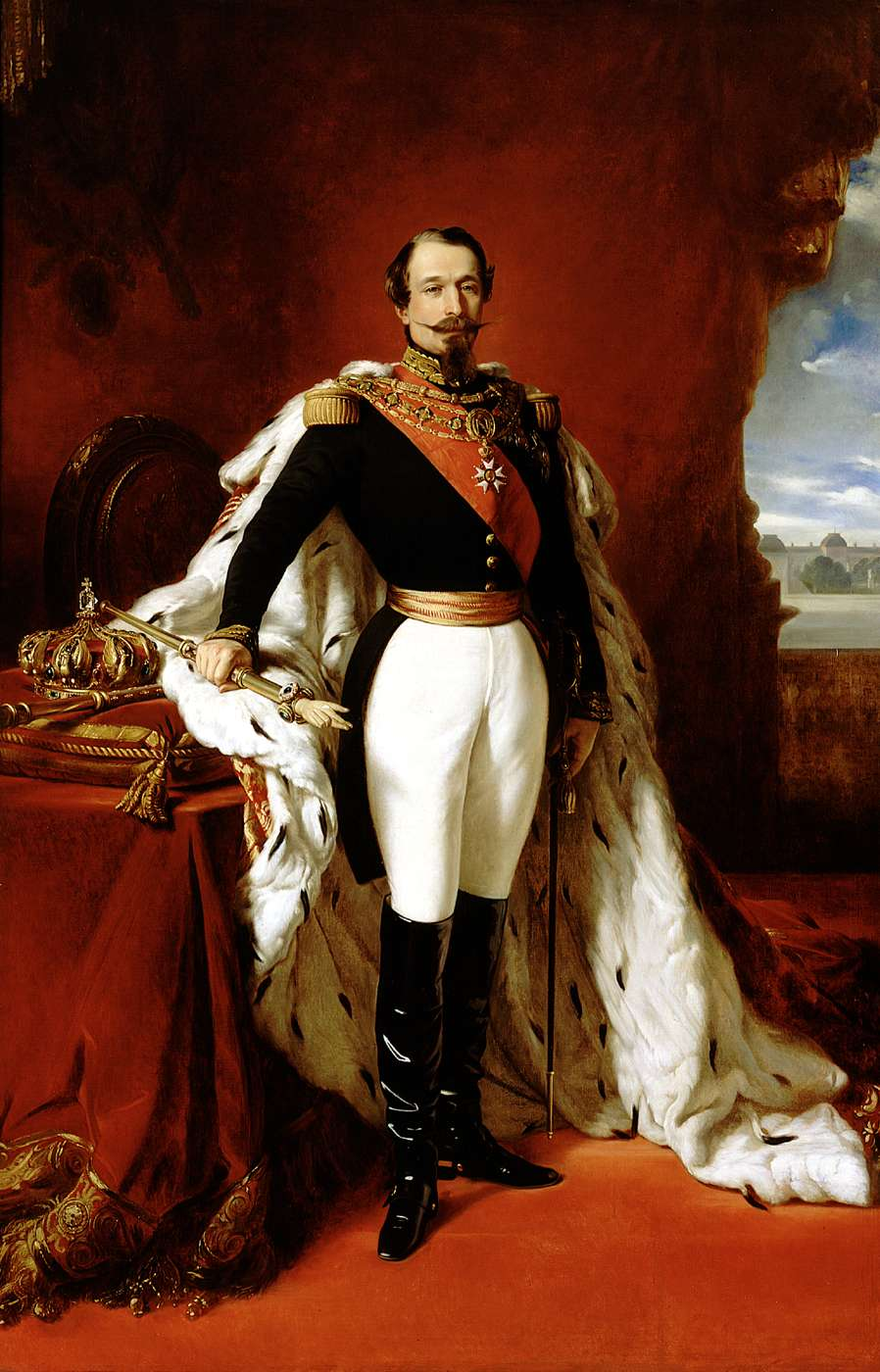
نابليون الثالث، إمبراطور فرنسا.

في نهاية عام 1859، طور غارسيا مورينو مشروعًا للتدخل الأوروبي في البلاد من خلال اقتراح حماية الإمبراطورية الفرنسية الثانية، يمكن أن تشمل في النهاية البلدان المجاورة الأخرى وتصبح ملكية أنديزية تستجيب لمصالح الأمة. تم تقديم الطلب عن طريق ثلاث رسائل إلى إميلي ترينيتي، القائم بالأعمال الفرنسي ومقره في غواياكيل، وطُلب فيه الارتباط بالإمبراطورية بقيادة نابليون الثالث، على غرار الارتباط الذي تمتعت به كندا مع المملكة المتحدة في ذلك الوقت.
يتفق المؤرخون مثل مانويل جالفيز ولويس روبالينو دافيلا وخورخي سالبادور لارا على أنه إجراء يائس من جانب غارسيا مورينو عندما شعر بالعجز المتمثل في عدم قدرته على فعل أي شيء، بينما كانت الإكوادور تتصدع في مواجهة الانقسام السياسي الداخلي، والغزو البيروفي، ومحاولة تقسيم الأراضي الإكوادورية على يد رامون كاستيلا وتوماس ثيبريانو دي موسكيرا.
أخبر ممثل إنجلترا في الإكوادور، في ذلك الوقت، حكومته أن غارسيا مورينو يريد حماية فرنسية مشروطة، أي فقط طالما كان هناك هجوم من قبل بيرو. صرح بيتر هندرسون أن فكرة الحماية لم يُنظر إليها إلا على أنها علاج مؤقت لحماية الإكوادور.
لم تصل الرسائل إلى باريس أبدًا، حيث مات ترينيتي في الميناء الإكوادوري قبل إرسالها إلى حكومته، مع أن غارسيا مورينو لم يعرف على الفور. لقد سرق القنصل لابيير الوثائق من أرشيف المفوضية الفرنسية في غواياكيل، وقد سلمها إلى غويلرمو فرانكو، الذي نقلها بدوره إلى رامون كاستيلا. تم نشر الرسائل من قبل الصحافة البيروفية في أبريل 1861، مما أدى إلى فضيحة وطنية كبيرة انتشرت على نطاق واسع عندما كشفت صحيفة El Comercio de Lima أيضًا عن محتوى المراسلات المذكورة.
في بداية شهر يونيو من نفس العام، وصل المدير الفرنسي الجديد، إيمي فابر، إلى البلاد وكان عليه تقديم أوراق اعتماده إلى الرئيس غارسيا مورينو في منتصف يونيو 1861 في مدينة كيتو. وفي الاجتماع الذي عُقد بعد قانون البروتوكول، تمت معالجة قضية المحمية مرة أخرى، لكنها أصبحت الآن مشروعًا أوسع نظرًا لأن البلاد لم تكن في وضع محفوف بالمخاطر لعام 1859، بل كانت دولة موحدة بقوة مع وكيل وحيد. ذكر المدير الفرنسي أن حكومته لم تكن على علم بالمقترح وأنها ستبدأ للتو في إجراءات إحالته إلى المستشار.
أبلغ غارسيا مورينو فابر القلق من أن أمريكا اللاتينية كلها، وربما كل الأمريكتان (مع الأخذ في الاعتبار الحرب الأهلية الأمريكية)، كانت في خطر، وأن هناك قوة أوروبية قوية فقط هي التي يمكن أن توقف هذا الاتجاه من خلال إرساء الاستقرار السياسي؛ لذلك كان على فرنسا أن تتدخل في المنطقة، مما سيجعل الإكوادور قاعدتها لتوسيع نفوذها هناك.

### تقرير إلى الإمبراطور

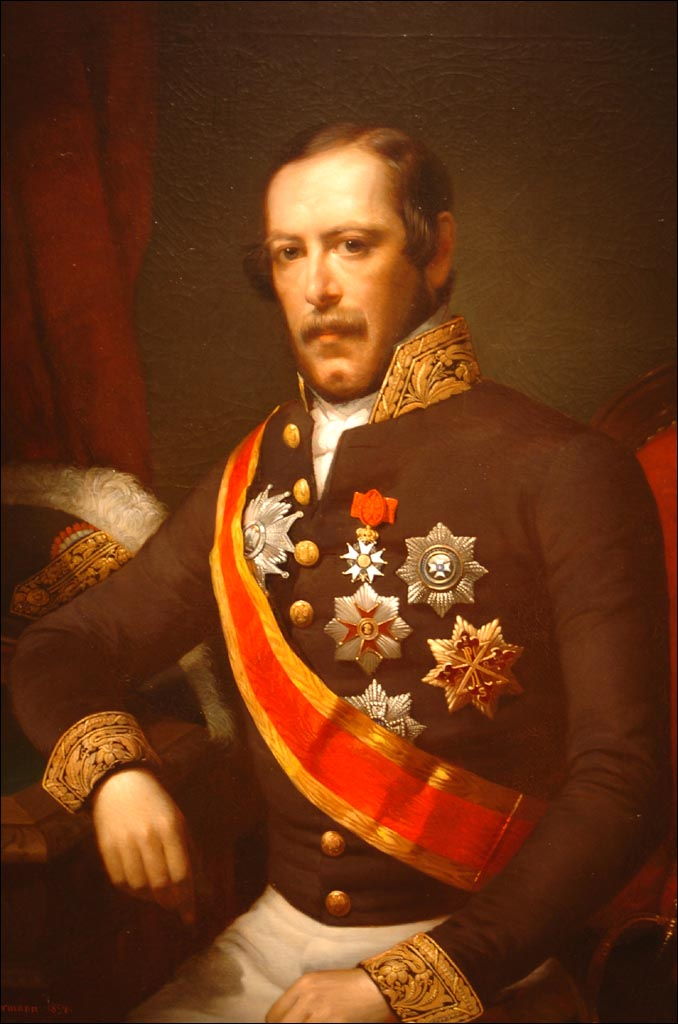
إدوارد ثوفينيل، مستشار الإمبراطورية الفرنسية.

سرعان ما نقل فابر الطلب الإكوادوري إلى مستشاره في باريس أنطوان إدوارد ثوفينيل. ففي «رسائل سرية»، قدم وصفًا مفصلًا للسكان والمناخ والموارد الطبيعية والزراعية التي كانت تمتلكها الأراضي الإكوادورية، موضحًا أنه ومع أنها لا تمثل نقطة اهتمام للاقتصاد الفرنسي، لكنها مهمة كانت للإستراتيجية العسكرية، وسياسة الإمبراطورية. كما أوضح الخطوات المطلوبة لإنشاء المحمية من خلال التشاور مع المواطنين. ولتجنب التدخل البيروفي، فقد قدّر أن هناك حاجة إلى ألفي جندي ومدفع. كما حذر من أن بريطانيا العظمى قد تكون عقبة خطيرة بسبب مصالحها التجارية في المنطقة.
في سبتمبر 1861، وفي مواجهة الكم الهائل من المعلومات التي قدمها فابر، سلم المستشار ثوفينيل «تقريرًا إلى الإمبراطور» نابليون الثالث. أشارت الوثيقة إلى أن الحكومة الإكوادورية، في حالة قبول الاقتراح، ستعقد مؤتمرًا وطنيًا يتم فيه التصويت على مشروع الاتحاد مع فرنسا بحماس. كما شدد وزير الخارجية على أن جزيرة بونا الواقعة في خليج غواياكويل ستصبح نقطة توقف وإمداد ممتازة للحرب الفرنسية وفرقة التجارة في المحيط الهادئ. ومع ذلك، حذر من محاولة تدخل رئيس بيرو رامون كاستيا، من أجل تزويد كل من أراد محاربة المشروع بالأسلحة والأموال.
في 2 ديسمبر، كتب ثوفينيل إلى فابري أنه «إذا كان غارسيا مورينو عنيدًا، وشاطره مواطنوه وجهة نظره، فإن مثل هذه الظروف يمكن أن تخلق وضعًا ملائمًا للغاية بحيث لا يستطيع الإمبراطور رفض فحص المشروع، من أجل إيجاد حل يفي بمصالح فرنسا، ربما».

### رسالة من أنطونيو فلوريس خيخون

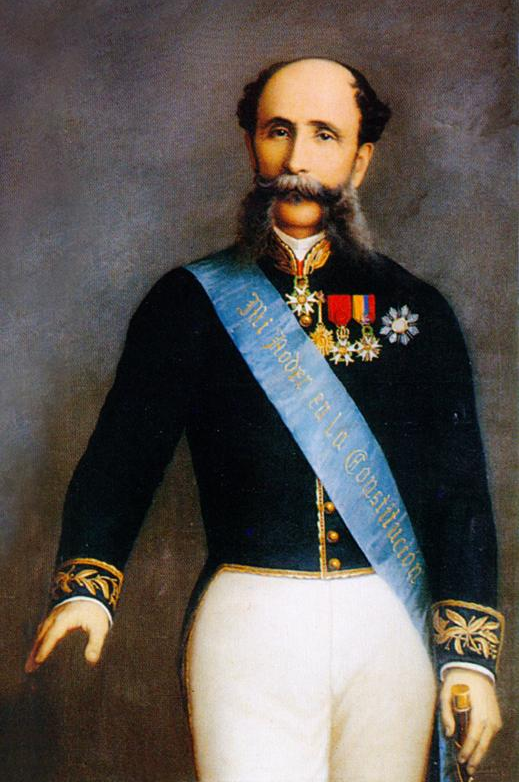
أنطونيو فلوريس خيخون.

في هذه الأثناء، عيّن غارسيا مورينو أنطونيو فلوريس خيخون وزيرًا للأعمال في فرنسا، وقد اقترح نيابة عن الحكومة الإكوادورية خطة تتضمن التنازل عن جزر غالاباغوس إلى الإمبراطورية الفرنسية، فضلًا كون الأراضي الواقعة على شواطئ نهر الأمازون تنتمي إلى الإكوادور. تحدث فلوريس خيخون أيضًا عن التزام الإكوادوريين بتبني جميع الوسائل لإنشاء نظام ملكي إذا لزم الأمر.
أشارت الرسالة التي أرسلها فلوريس خيخون، من بين نقاط أخرى، إلى ما يلي:
- كان على المحمية أن تضمن استمرار الإكوادور بقوانينها وجنسيتها وسيادتها.
- يجب أن ترسل الإمبراطورية الفرنسية السفينة Dugay Fronin أو أي سفينة حربية أخرى للدفاع عن ميناء غواياكيل، وبالتالي منع بيرو من التدخل في القرار السيادي للإكوادور.
- ستترك الحكومة الإكوادورية حل المشاكل الحدودية مع بيرو على عاتق الإمبراطور.
- سيتم التنازل عن أرخبيل غالاباغوس لفرنسا بحيث يمكن إنشاء محطة لمحطتها البحرية في المحيط الهادئ هناك. نفس الشيء مع الأراضي الوعرة في الأمازون.
- ستستخدم الحكومة الإكوادورية جميع الوسائل الشريفة لتشكيل نظام ملكي يمتد إلى بيرو والبلدان الأخرى التي ترغب في التمتع بفوائد التحالف مع فرنسا. سيطلق على الأمة اسم المملكة المتحدة لجبال الأنديز، وسيقودها أمير كاثوليكي يعيِّنه نابليون الثالث.

## رد فعل بيرو

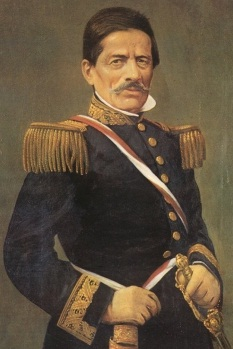
رامون كاستيا، رئيس بيرو.

في ليما، كان رئيس بيرو رامون كاستيا على علم بالوضع، فقد أعلنت جمعية الإكوادور الوطنية، برئاسة الرئيس السابق خوان خوسيه فلوريس، أن معاهدة الخرائط باطلة وملغية. أقرت المعاهدة المذكورة، الموقعة في مدينة غواياكيل في 25 يناير 1860، بصلاحية المرسوم الملكي لعام 1802، الذي أعاد دمج القيادة العامة لميناس إلى النيابة الملكية على بيرو، وبالتالي دمجها في أراضي الدولة البيروفية المستقلة بالفعل.
انتهى البحث عن محمية فرنسية، الذي قامت به الحكومة الإكوادورية، إلى إثارة غضب قشتالة. مما أدى إلى إرسال رسالتين في 24 أغسطس 1861:
- الأولى، هي مذكرة موجهة إلى وزير الخارجية الإكوادوري رافائيل كارفاخال، يوبخ فيها وزير خارجية بيرو خوسيه فابيو ميلغار على محاولاته تحويل الإكوادور إلى محمية فرنسية، طالبًا تفسيرات فورية.
- والأخرى، تعميم موجه إلى وزراء خارجية جميع حكومات أمريكا اللاتينية، ذكر فيه ميلغار أنه أرسل «استجوابًا صريحًا» إلى الإكوادور (تم إرفاق نسخة منه) لما اعتبره «خيانة لأمريكا وهجوم مباشر على بيرو»؛ لأنه اعتبر أنه من الواضح أن فرنسا، عبر دمج الإكوادور كمستعمرة، سوف تتظاهر بممارسة سيطرتها على كامل الإقليم مع الحدود الحدودية التي ادعت الإكوادور أنها تابعة لها. أنهى ميلغار تعميمه الذي يطلب دعم جميع الحكومات الإسبانية الأمريكية للدفاع عن استقلال الإكوادور.

من جهته، قال المؤرخ غابرييل سيفالوس جارسيا: «الرسالتين (من غارسيا مورينو) الموجهتين إلى السيد ترينيتي، مندوب الحكومة الفرنسية في كيتو، هما رسالتان تسببتا، عند نشرهما عن غير قصد، في فضيحة مروعة بين من فعلوا الشيء نفسه، أو الذين كانوا على استعداد لفعل شيء أسوأ»، في إشارة إلى كاستيلا وأوربينا وفرانكو.

## رفض الاقتراح

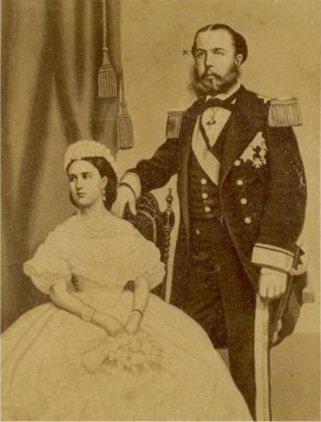
ماكسيميليانو وكارلوتا، أباطرة المكسيك.

في البداية ومع أن نابليون الثالث لم يكن مترددًا تمامًا في الخطة، لكنه تردد في تبني المشروع الذي اقترحه غارسيا مورينو لأن فريقه في المحيط الهادئ لم يكن قويًا بما يكفي لمواجهة خصم مثل بريطانيا العظمى على سبيل المثال. في فبراير 1862، أثر سبب أقوى بكثير على قراره: بدأت فرنسا تدخلها المسلح في المكسيك، وهو مشروع استوعب كل اهتمامه وبلغ ذروته بإعلان الإمبراطورية المكسيكية الثانية، مع الأرشيدوق ماكسيميليانو دي هابسبورغو وزوجته كارلوتا البلجيكية كأباطرة.
قبل أن يتمكن فابر من جمع كل المعلومات الإضافية التي طلبها المستشار ثوفينيل، جاء أمر من الإمبراطور الفرنسي برفض العرض بشروطٍ مراوغة ودبلوماسية. انتهى فشل مبادرة غارسيا، وكذلك نظام ماكسيميليانو الأول المكسيكي، إلى الأبد بدفن كل الأفكار الجادة لاستعادة الملكية في القارة الأمريكية.